# Řeřišnice Matthioliho
Řeřišnice Matthioliho (Cardamine matthioli) je nevysoká planě rostoucí rostlina, druh rodu řeřišnice, která již v druhé půli jara vykvétá drobnými bílými květy.

## Výskyt
Druh je mozaikovitě rozšířen ve střední, jižní a jihovýchodní Evropě, od Švýcarska přes Itálii až po Černé moře na jihovýchodě, nejseverněji se vyskytuje v Polsku a na Slovensku. V České republice roste nejčastěji na Moravě v Hornomoravském, Dolnomoravském a Dyjsko-svrateckém úvalu a v Bílých Karpatech, ojediněle i na jihozápadě a severozápadě Čech. V české přírodě je řeřišnice Matthioliho hodnocena jako téměř ohrožený druh (C4a).

## Ekologie
Vyskytuje se od nížin do středních poloh. Vyrůstá nejčastěji ve světlých a vlhkých lužních lesích, na mírně vlhkých loukách a pastvinách, v příkopech neb poblíž bažinatých míst, nesnáší dlouhodobé sucho ani zaplavování vodou. Požaduje mírně kyselý substrát, na množství živin není náročná.

## Popis
Řeřišnice Matthioliho je vytrvalá trsnatá bylina s lodyhou vysokou 15 až 50 cm. Přímá lodyha, rostoucí z oddenku jen zřídkakdy rozvětveného, je přímá, jednoduchá nebo větvená a vždy holá. Listy v přízemní růžici jsou lichozpeřené s 5 až 8 páry přisedlých nebo krátce řapíčkatých, okrouhlých, celokrajných nebo ostře vroubkovaných lístků, vrcholový je větší; v době kvetení tyto listy již usychají. Lodyžní listy jsou zpeřené, jejich segmenty jsou čárkovité až obkopinaté, obvykle celokrajné. Dolejší listy jich mívají až 14 párů a tento počet směrem k vrcholu klesá, spodní segmenty listů bývají nazpět ohnuté.
Oboupohlavné květy, velké do 2 cm, vyrůstají v hroznovitém květenství a jsou čtyřčetné. Lístky kalichu jsou asi 3 mm dlouhé a mají bílý blanitý okraj. Obvejčité korunní lístky s krátkým nehtem jsou velké asi 7 × 4 mm a mají bílou barvu s červenofialovým žilkováním. Šest čtyřmocných tyčinek nese žluté prašníky a čnělka polokulovitou bliznu. Rozkvétají v dubnu a květnu. Chromozomové číslo druhu je 2n = 16, ojediněle se na lokalitách společně objevují také aneuploidy s 2n = 17, 18, 20 a 21.
Plody jsou šešule, dlouhé 15 až 35 mm a okolo 1 mm široké, které dozrávají na šikmých nebo vzpřímených stopkách.